# Zarzut hamujący
Zarzut hamujący – zarzut pozwanego przy okazji roszczenia windykacyjnego, gdy zwraca uwagę na przysługujące mu względem właściciela uprawnienia do władania rzeczą. Uprawnienia te mogą m.in. wynikać ze stosunków prawnych rzeczowych (np. z prawa użytkowania) lub obligacyjnych (np. z umowy dzierżawy).